# Zaouiate Ouzdine
 (novembre 2024).
Zaouia Ouzdine est un village situé dans la province de Zagora, région du Draa-Tafilalet au Royaume du Maroc. Le village appartient à la commune de Tensift, qui comprend 16 grandes familles. Sa population est estimée à 525 personnes, selon le recensement officiel de la population et de l'habitat de 2004.